# Чемпионат мира по плаванию в ластах 2002
11-й чемпионат мира по плаванию в ластах проводился в греческом городе Патры с 7 по 16 сентября 2002 года.

## Распределение наград
*   Страна-организатор
| Место | Страна           | Золото | Серебро | Бронза | Всего |
| ----- | ---------------- | ------ | ------- | ------ | ----- |
| 1     | Китай            | 13     | 8       | 4      | 25    |
| 2     | Россия           | 9      | 6       | 9      | 24    |
| 3     | Венгрия          | 2      | 1       | 4      | 7     |
| 4     | Греция *         | 0      | 4       | 4      | 8     |
| 5     | Польша           | 0      | 3       | 0      | 3     |
| 6     | Италия           | 0      | 2       | 2      | 4     |
| 7     | Республика Корея | 0      | 0       | 1      | 1     |
| Всего | Всего            | 24     | 24      | 24     | 72    |

## Медалисты

### Мужчины
| Дисциплина                | Золото                                                                         | Золото   | Серебро                                                                     | Серебро  | Бронза                                                                      | Бронза   |
| ------------------------- | ------------------------------------------------------------------------------ | -------- | --------------------------------------------------------------------------- | -------- | --------------------------------------------------------------------------- | -------- |
| 50 м ныряние              | Евгений Скорженко · Россия                                                     | 14.34    | Ли Ю · Китай                                                                | 15.14    | Давид Ланди · Италия                                                        | 15.37    |
| 50 м в ластах             | Евгений Скорженко · Россия                                                     | 16.15    | Давид Ланди · Италия                                                        | 16.67    | Ли Ю · Китай                                                                | 16.68    |
| 100 м в ластах            | Евгений Скорженко · Россия                                                     | 35.59    | Сергей Ахапов · Россия                                                      | 36.85    | Ли Ю · Китай                                                                | 37.01    |
| 200 м в ластах            | Михаил Черченко · Россия                                                       | 1:25.35  | Матеуш Шурмей · Польша                                                      | 1:27.17  | Сергей Ахапов · Россия                                                      | 1:27.17  |
| 400 м в ластах            | Павел Кабанов · Россия                                                         | 3:04.13  | Петер Винклер · Венгрия                                                     | 3:06.85  | Димитриос Томаис · Греция                                                   | 3:07.42  |
| 800 м в ластах            | Петер Винклер · Венгрия                                                        | 6:29.85  | Димитриос Томаис · Греция                                                   | 6:36.32  | Николай Резников · Россия                                                   | 6:36.71  |
| 1500 м в ластах           | Петер Винклер · Венгрия                                                        | 12:36.50 | Алексей Михайлов · Россия                                                   | 12:47.08 | Николай Резников · Россия                                                   | 12:51.96 |
| 100 м с аквалангом        | Евгений Скорженко · Россия                                                     | 31.52    | Ли Ю · Китай                                                                | 33.43    | Чжао Цзи · Китай                                                            | 34.06    |
| 400 м с аквалангом        | Чэнь Бинь · Китай                                                              | 2:48.14  | Александр Полак · Польша                                                    | 2:50.13  | Игорь Сапрыкин · Россия                                                     | 2:50.27  |
| 800 м с аквалангом        | Чэнь Бинь · Китай                                                              | 6:02.08  | Роберто Фиоруччи · Италия                                                   | 6:04.90  | Иоаннис Цурунакис · Греция                                                  | 6:09.58  |
| Эстафета 4×100 м в ластах | Сергей Ахапов · Сергей Докучаев · Михаил Черченко · Евгений Скорженко · Россия | 2:26.70  | Хуан Цзяньдун · Юань Хайфэн · Ли Ю · Чжао Цзи · Китай                       | 2:30.32  | Риккардо Галли · Чезаре Фумарола · Франческо Туркато · Давид Ланди · Италия | 2:33.52  |
| Эстафета 4×200 м в ластах | Михаил Черевко · Сергей Ахапов · Павел Кабанов · Михаил Черченко · Россия      | 5:42.86  | Мацей Курдек · Войцех Дорозински · Александр Полак · Матеуш Шурмей · Польша | 5:51.41  | Денеш Канио · Гергей Юхос · Силард Вильхельм · Петер Винклер · Венгрия      | 5:53.13  |

### Женщины
| Дисциплина         | Золото                                                                          | Золото   | Серебро                                                                     | Серебро  | Бронза                                                                      | Бронза   |
| ------------------ | ------------------------------------------------------------------------------- | -------- | --------------------------------------------------------------------------- | -------- | --------------------------------------------------------------------------- | -------- |
| 50 м ныряние       | Лю Ци · Китай                                                                   | 17.15    | Чжу Баочжэн · Китай                                                         | 17.17    | Татьяна Комарова · Россия                                                   | 17.44    |
| 50 м в ластах      | Ян Юйчжун · Китай                                                               | 18.57    | Татьяна Комарова · Россия                                                   | 18.98    | Чжу Баочжэн · Китай                                                         | 19.27    |
| 100 м в ластах     | Чжу Баочжэн · Китай                                                             | 42.05    | Лю Ци · Китай                                                               | 42.13    | Анастасия Глухих · Россия                                                   | 42.37    |
| 200 м в ластах     | Лю Ци · Китай                                                                   | 1:33.36  | Христина Папуциди · Греция                                                  | 1:34.98  | Лидия Горячева · Россия                                                     | 1:37.76  |
| 400 м в ластах     | Хуан Чжифэнь · Китай                                                            | 3:25.18  | Христина Папуциди · Греция                                                  | 3:25.97  | Василиса Кравчук · Россия                                                   | 3:26.81  |
| 800 м в ластах     | Хуан Чжифэнь · Китай                                                            | 7:08.10  | Василиса Кравчук · Россия                                                   | 7:15.39  | Ева Михаилиду · Греция                                                      | 7:16.61  |
| 1500 м в ластах    | Хуан Чжифэнь · Китай                                                            | 13:43.71 | Ева Михаилиду · Греция                                                      | 13:56.28 | Пак Яна · Республика Корея                                                  | 13:58.25 |
| 100 м с аквалангом | Лю Ци · Китай                                                                   | 36.95    | Юлия Чирикова · Россия                                                      | 39.06    | Анастасия Глухих · Россия                                                   | 39.95    |
| 400 м с аквалангом | Чжу Баочжэн · Китай                                                             | 3:04.22  | Чэнь Цыуян · Китай                                                          | 3:06.00  | Христина Папуциди · Греция                                                  | 3:09.76  |
| 800 м с аквалангом | Хуань Джифень · Китай                                                           | 6:34.63  | Чэнь Цыуян · Китай                                                          | 6:37.30  | Лаура Лабоди · Венгрия                                                      | 6:47.47  |
| Эстафета 4×100 м   | Чжу Баочжэн · Лян Яоюэ · Ян Юйчжун · Лю Ци · Китай                              | 2:48.83  | Татьяна Комарова · Юлия Чирикова · Яна Касимова · Анастасия Глухих · Россия | 2:51.50  | Лилла Секей · Андреа Секей · Беатрикс Эрдоди · Хайналка Дебрецени · Венгрия | 2:55.72  |
| Эстафета 4×200 м   | Ольга Талдонова · Анастасия Глухих · Лидия Горячева · Василиса Кравчук · Россия | 6:24.88  | Хуан Чжифэнь · Цзян Инь · Ли Цяньпин · Лю Ци · Китай                        | 6:28.55  | Лаура Лабоди · Андреа Секей · Юдит Самосси · Хайналка Дебрецени · Венгрия   | 6:34.64  |